# Cal Sastre de Valls
Cal Sastre de Valls és una masia situada al municipi de Guixers, a la comarca catalana del Solsonès.